# Orthotrichaceae
Orthotrichaceae es la única familia de musgos perteneciente al orden Orthotrichales. Muchas de las especies de la familia son epifitas.

## Géneros
- Cardotiella
- Ceuthotheca
- Codonoblepharon
- Desmotheca
- Florschuetziella
- Groutiella
- Leiomitrium
- Leptodontiopsis
- Leratia
- Macrocoma
- Macromitrium
- Matteria
- Orthotrichum
- Pentastichella
- Pleurorthotrichum
- Schlotheimia
- Sehnemobryum
- Stoneobryum
- Ulota
- Zygodon